# メイプルタウン物語 (山野さと子の曲)
『メイプルタウン物語』（メイプルタウンものがたり）は、山野さと子のシングル。1986年にコロムビアレコードから発売。または同シングルに収録された楽曲。規格品番：CK-758。

## 概要
ABC制作、テレビ朝日系列で放送していたテレビアニメ『メイプルタウン物語』のオープニングテーマ。B面の局も同番組のエンディングテーマ。また1986年7月の東映まんがまつりの1作『メイプルタウン物語』のOP&ED。

## 収録曲
全て作詞・作曲：小坂明子 / 編曲：信田かずお
1. メイプルタウン物語
2. パティの日曜日

## 収録アルバム
- 山野さと子 ベスト・コレクション30（1991年4月21日）
- 山野さと子 ベスト&ベスト（1995年8月19日）
- 続々々々・テレビまんが主題歌のあゆみ（1996年2月21日）※1のみ収録
- 続々々々・テレビまんが懐かしのB面コレクション（1996年2月21日）※2のみ収録
- 山野さと子35周年記念アルバム Your Songs（2016年1月20日）